# Petroșica, Iași
Petroșica este un sat în comuna Coarnele Caprei din județul Iași, Moldova, România.

## Istorie
Una dintre primele mențiuni ale așezării a apărut în anul 1868, cand Ecaterina Kogălniceanu, soția lui Mihai Kogălniceanu, a publicat un anunț despre pierderea unui ceas din aur în timp ce călătorea către Botoșani, pe drumul dintre Ierghiceni și Petroșica.
În 1888, C. Chiriță descria în Dicționar geografic al județului Iași localitatea astfel:
„Petroșița: loc isolat, pe moșia Bădenĭ, com. Bădenĭ, pl. Bahluiŭ, unde se află un han și câteva bordee pentru serviciul proprietățeĭ. Locuitorii întră în numĕrul locuitorilor din satul Bădenĭ. Prin acéstă localitate trece sléhul vechiŭ Iașĭ-Botoșanĭ.”—C. Chiriță, Dicționar geografic al județului Iași
Denumirea localității ar putea proveni de la numele unui deal numit Petroșița, care se află între localitățile Cepelnița și Șipote, sau a unei văi numite tot Petroșița, aflată între Dealul Petroșița și Șipote, ambele fiind aflate în proximitatea localității. După alte surse, denumirea acestuia provine de la piatra cioplita tip obelisc care infrumuseteaza cișmeaua din centrul satului.
În 1908 localitatea făcea parte din comuna Bădeni, împreună cu Lupăria și reședința comunei, Bădeni.
Anuarul Socec din 1925 consemnează cătunul în comuna Cepelnița, plasa Cârligătura a județului Iași.
După decretul regal nr. 4036 din 7 decembrie 1929, localitatea a intrat în componența comunei Scobinți, iar din 1939 a trecut la comuna Coarnele Caprei.